# منتج أساسي
يتكون الإنسان من مجموعة حاجات ومتطلبات في ذاته وحياته، ولا بد من وجود مكونات لحياته لكي يعيش وليس هذا فقط إنما مرتاحاً وسعيداً وتتكون هذه المكونات من منتجات ملموسة ومنتجات غير ملموسة أو ما يطلق عليه خدمات. وهذه المكونات إما أن تأتي بشكل أحادي أو بشكل مركب يمكن للإنسان شرائها.
هناك ثلاثة مستويات للمنتج أو الخدمة :الرئيسي، الحقيقي، التابع.

## المنتج الرئيسي
المنتج الرئيسي (الأساسي أو المركزي) لشركات أو مؤسسات الإنتاج (أقصد بالمنتج هنا على أنه المنتج المادي أو المنتج الخدمي) هو ما تقدمه الشركة لزبائنها على أن له خاصية تلبية احتياجات المستهلك وأن المستهلك سوف يجد فيه كل ما يطلبه أو يسد حاجته سواءً الأساسية أو الكمالية لجعل حياته أسهل وأكثر متعة.
مثال على ذلك الهاتف المحمول، السيارة.
إن المنتج الذي تقدمه هذه الشركة أو تلك قد يكون منتجاً أحادياُ تنتجه وحدها من مكان واحد أو منتجاً مركباً من عدة قطع أو أجزاء وهنا أيضاً تقوم الشركة أو إحدى الشركات المتآخية معها (كأن تملكها الشركة الرئيسية أو يملكهما معاً مالك واحد) بإنتاج أجزاء (والتي قد لا تكون ذات قيمة بمفردها) من المنتج وإرسالها للشركة الأخرى لتقوم بتجميع كامل قطع المنتج النهائي الذي يطلبه المشتري أو المستهلك. ومن الأهمية بمكان أن لا يتمكن المنافسين من إنتاج نفس المنتج، وأن يكون لهذا المنتج خاصية تجذب المستهلك ومنافساً لأمثاله من المنتجات وأن يكون قادراُ على النفاذ للأسواق - بصرف النظر أين تكون – وهذا لا يتأتى إلا من خلال قيام الشركة بتطوير المنتج بشكل مستمر معتمدة في ذلك على حاجة وذوق المستهلك النهائي وقدرتها على الابتكار والتطوير أو حتى إنتاج منتج آخر بديل بخصائص أفضل أو أقل تكلفة، كما هو الحال مع الكمبيوتر وبرامجه والتي هي في تطور مستمر.

## المنتج الفعلي (الحقيقي)
وهي عباره عن مجموعة الخصائص التي يحتويها المنتج لضمان حصول الزبون على الفائدة الأساسية التي تلبي احتياجات المستهلك النهائي والتي دفع الزبون مقابلها قيمة المنتج وإلا لأصبح لا قيمة له بصرف النظر عن ما دفع فيه من وقت وجهد ومال. لذا فالمستهلك لا يطلب شيئاً واحد كأن تكون السيارة كوسيلة انتقال، إنه يريدها سريعة وآمنة وحامية من التقلبات الجوية ومريحة، ومع نقص إي من هذه الصفات سيجعل المستهلك يحجم عن الشراء. ما قيمة الكمبيوتر بدون برامج التشغيل أو العكس.
ففي مثال الهاتف المحمول يجب على البائع ان يحدد الخصائص المميزة للهاتف المحمول والتي تميزه عن غيره من الهواتف المحمولة المصنعة من قبل شركات أخرى.
لو أخذنا مثلاً الاي فون من شركة أبل المنتج الحقيقي هنا هو جهاز الاتصال ومشغل الموسيقى مع شاشة عريضة تتصل بالإنترنت لاسلكياً تأتي مع اسم الماركة أبل مرفقاً ببعض الخصائص والقدرات كالارتباط بشبكة عالية السرعة وشاشة عريضة للتصفح بحيث تكون مصممة بشكل جمالي وتغليف مرتب وكذلك برامج وخدمات مختارة.

## المنتج النهائي والمتكامل(التابع)
وهو عبارة عن الخدمات والاضافات التي ترافق المنتج سواء كانت ملموسة أو غير ملموسة وغيابها لايمنع من تمكن الزبون من الاستفادة من المنتج الرئيسي لكن ارتفاع وعي الناس بأن ما يدفعونه من أموال يجب أن يحصلوا مقابله على منتج متكامل وكذلك تطور أذواقهم إضافة إلى كثرة الشركات العارضة لمنتج معين وتعدد هذا المنتج جعل المنافسة حادة بشكل يخدم المستهلك النهائي ففي السنوات الأخيرة لاحظنا أن كثيراً من الشركات قدمت بعض المنح للمستهلك منها ما يلي: (يصعب حصرها):
- خفض الأسعار.
- منح تسهيلات بالدفع كالبيع بالتقسيط.
- منح ضمانات على المنتج أو تمديد فترة الضمان لأجل طويل.
- منح خدمات ما بعد البيع من صيانة جيدة وفي موقع الزبون.
- تقديم بعض الشرح للاستخدام في حال حاجة المشتري لذلك.
- إضافة بعض الخدمات للمنتج والتي تعتبر إضافية ولا يؤثر غيابها على جودة وأداء المنتج للحاجة الأساسية التي تم شرائه من أجلها، (حساس الاصطدام ومرشد الطريق في السيارات أو كاشف السرقة).
- أحياناً طريقة عرض المنتج وشكل أماكن البيع (قارني مواقع البنوك قبل خمس سنوات واليوم – تغير مذهل، يضاف إلى ذلك تطور ماكينات الصراف الآلي).
- حرص كثير من الشركات العالمية والمحلية على تعليم وتثقيف البائعين الاحتفاء بالزبون وأنه دائماً على حق حتى يثبت غير ذلك والحرص على مقابلته لحظة دخوله المعرض وبابتسامة وكلمات ترحيب، ثم سؤاله عن طلبه وتقديم عرض متكامل لما لديهم من منتج. قصة الرجل الذي ذهب لشراء سنارة صيد بعشرة دولارات وخرج من المحل وقد اشترى ما قيمته تسعين ألف دولار، حين عرض عليه البائع حقيبة لحمل السنارة وسلة للسمك ثم قارب حتى وصل للسيارة التي تسحب القارب مروراً بكل التجهيزات التي يمكن تخيلها لرحلة صيد سمك.